# Kanker (Staat)
Kanker (Hindi: कांकेर रियासत) war ein Fürstenstaat Britisch-Indiens im heutigen Bundesstaat Chhattisgarh. Seine Hauptstadt war der Ort Kanker.
Das Fürstentum bestand seit dem frühen Mittelalter. Die Rajputen-Dynastie der Chandra regierte ab 1385 und machte ca. 1425 Kanker zur Hauptstadt. Das Fürstentum war 1809–18 von den Marathen besetzt und 1818–1947 britisches Protektorat. Raja Narhar Dev (1853–1903) wurde zum Maharaja erhoben. Kanker hatte 1901 eine Fläche von 3706 km² und 104.000 Einwohner. 
Der Maharaja schloss sich im August 1947 der Eastern States Union an. Am 1. Januar 1948 wurde diese Union aufgelöst und Kanker wurde Madhya Pradesh und damit Indien eingegliedert. Am 1. November 1956 wurden alle Fürstenstaaten aufgelöst. Seit dem 1. November 2000 gehört das Gebiet zum neu gebildeten Bundesstaat Chhattisgarh.